# Phyllogomphus occidentalis
Phyllogomphus occidentalis är en trollsländeart som beskrevs av Fraser 1957. Phyllogomphus occidentalis ingår i släktet Phyllogomphus och familjen flodtrollsländor. IUCN kategoriserar arten globalt som otillräckligt studerad. Inga underarter finns listade i Catalogue of Life.